# Orientale. Două documente
Orientale. Două documente este o operă literară scrisă de Ion Luca Caragiale.